# Кајла Хеплер
Кајла Хеплер (енгл. Kayla Hepler; Ибај, 22. март 2002) маршалска је пливачица и олимпијка чија ужа специјалност су спринтерске трке слободним стилом. 

## Спортска каријера
Иако је веома рано научила да плива, деби на међународним пливачким такмичењима је имала 2017. на Светском првенству за јуниоре које је те године одржано у америчком Индијанаполису. Већ следеће године по први пут се такмичи и на неком сениорском такмичењу, а учешће на Океанијском првенству одржаном у Папуи Новој Гвинеји завршила је са неколико личних рекорда. У октобру 2018. учествује на Олимпијским играма младих у Буенос Ајресу. Потом одлази у Сједињене Државе на студије на Универзитету Небраске у Линколну, где почиње да плива за своју универзитетску екипу и учествује на локалним школским такмичењима.
На светским првенствима је дебитовала у Абу Дабију 2021, на Светском првенству у малим базенима где је успела да исплива личне рекорде у тркама на 50 слободно и 50 делфин. 
На светским првенствима у великим базенима је дебитовала у Будимпешти 2022, где је остварила пласмане на 88, односно 75. место у тркама на 50 и 100 метара слободним стилом. У децембру исте године пливала је и на првенству света у малим базенима у Мелбурну.
Током 2023. пливала је на Светском првенству у Фукуоки и на Пацифичким играма у Хонијари. 
На свом трећем узастопном наступу на светским првенствима, у Дохи 2024. наступила је у две трке, на 50 слободно заузела је 92, а на 100 слободно 79. место. 
Захваљујући специјалној позивници такмичила се и на Летњим олимпијским играма у Паризу 2024. године. У Паризу је пливала у квалификацијама трке на 50 метара слободним стилом. Наступила је у другој квалификационој групи где је пливала у стази 4, и са временом од 30,33 секунди заузела је  друго место у својој квалификационој групи, односно укупно 62. место у конкуренцији 79 такмичарки. Уједно је поправила свој лични рекорд у овој дисциплини у односу на наступ у Дохи за 40 стотих делова секунде.